# Сошниково (Рамешковский район)
Сошниково — деревня в Рамешковском районе Тверской области.

## География
Находится в восточной части Тверской области на расстоянии приблизительно 28 км на восток-юго-восток по прямой от районного центра поселка Рамешки на левом берегу реки Медведица.

## История
Известна с 1627—129 годов, в 1646—1647 отмечается как деревня с 6 дворами. В 1709 году — 6 дворов. 1859 году в русской казенной деревне Сошниково 24 двора, в 1887- 26. В советское время работал колхоз «Путь вперед». В 2001 году в деревне 4 дома местных жителей и 13 домов — собственность наследников и дачников. До 2021 входила в сельское поселение Ильгощи Рамешковского района до их упразднения.

## Население
Численность населения: 185 человек (1859 год), 170 (1887), 20 (1989), 8 (русские 87 %) в 2002 году, 5 в 2010.